# A Virgem do Cravo
Madona do Cravo (em italiano: Madonna del Garofano) ou Virgem do Cravo é uma pintura a óleo de Leonardo Da Vinci, realizada sobre um painel de 62 por 47 centímetros, entre 1478 e 1480 (provavelmente baseada na sua obra A Virgem de Granada). Está atualmente na Antiga Pinacoteca, em Munique.
O nome da obra é esse porque, a Madona mostra ao menino uma flor Garofano (cravo), então Madona del Garofano significa Madona ou Virgem do Cravo. A pintura relata a Madona aparentemente em pé, em sua frente está um balcão com uma almofada, e o Menino sentado. O seu manto azul está apoiado sobre este balcão, parecendo cair vagarosamente, revelando um amarelo quase dourado; as vestes da virgem são ricas em ornamentos (lembrando uma rainha), detalhes que mostram a sua grandiosidade e influência.
No fundo da pintura, observam-se janelas, elas revelam uma paisagem magnífica, com montanhas ou cordilheiras; que parecem refletir a luz do sol.

## História

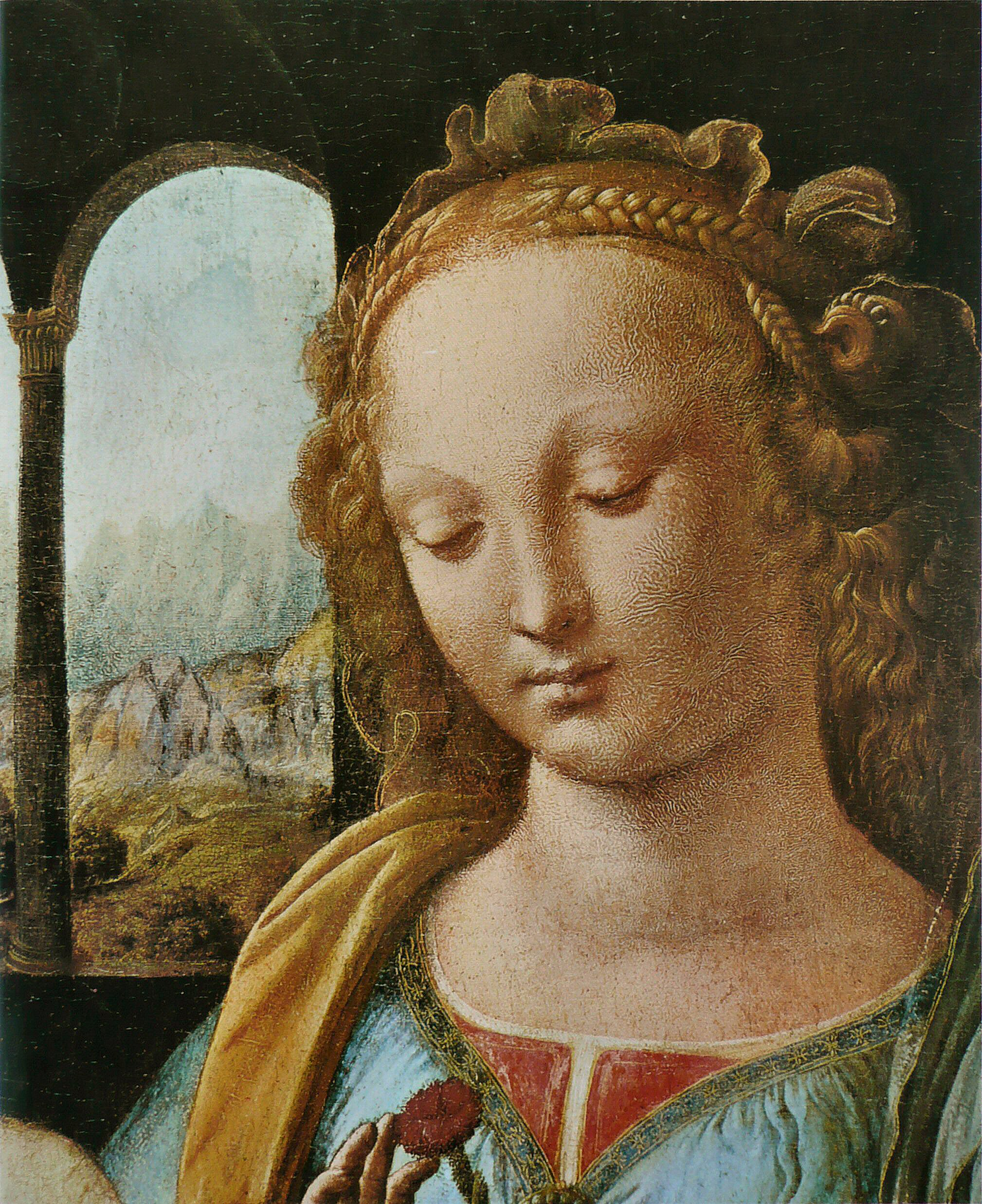
Detalhe da Virgem

A obra, entre as primeiras obras individuais do jovem Leonardo, é identificada por Giorgio Vasari como a "Madonna della Caraffa" ("Virgem do Jarro") pertencendo às coleções do Papa Clemente VII. Aquele historiador escreveu:
Então Lionardo fez uma Nossa Senhora num quadro que pertencia ao Papa Clemente VII. E entre outras coisas que tinha lá feito, fez uma jarra cheia de água com algumas flores dentro, onde, além da maravilha da vida, imitou o orvalho da água por fora, de modo que ela parecia mais viva que a vida.

## Descrição
Numa sala escura, iluminada por duas janelas amaineladas que se abrem para o fundo com paisagem, a Virgem Maria encontra-se em pé, representada em busto, em frente a um parapeito sobre o qual está sentado num travesseiro de veludo o menino Jesus, representado nu e rechonchudo, e ainda um jarro com flores e uma grande dobra do manto da Virgem.
Maria, com uma expressão levemente melancólica, olha para o filho e está a dar-lhe um cravo vermelho, cuja cor lembra o sangue da Paixão, mas também do matrimónio místico entre mãe e filho, isto é Cristo e a sua Igreja. O Menino Jesus estende as mãos para a flor, quase se contorcendo, mas o seu olhar está ausente, em direção ao céu, como que a simbolizar a aceitação do seu trágico destino e a entregar-se nas mãos do Pai.
A Virgem Maria está ricamente vestida, com um vestido vermelho de tecido muito leve, talvez de seda, e um manto azul forrado de amarelo que deixa as mangas descobertas, produzindo algumas dobras largas. O manto é fechado no peito por um broche com topázio rodeado por pérolas, simbolizando a castidade, a modéstia e a pureza. O penteado é elaborado, com tranças que emolduram a testa e seguram um véu semitransparente, do qual caem cachos dourados para os lados do rosto.

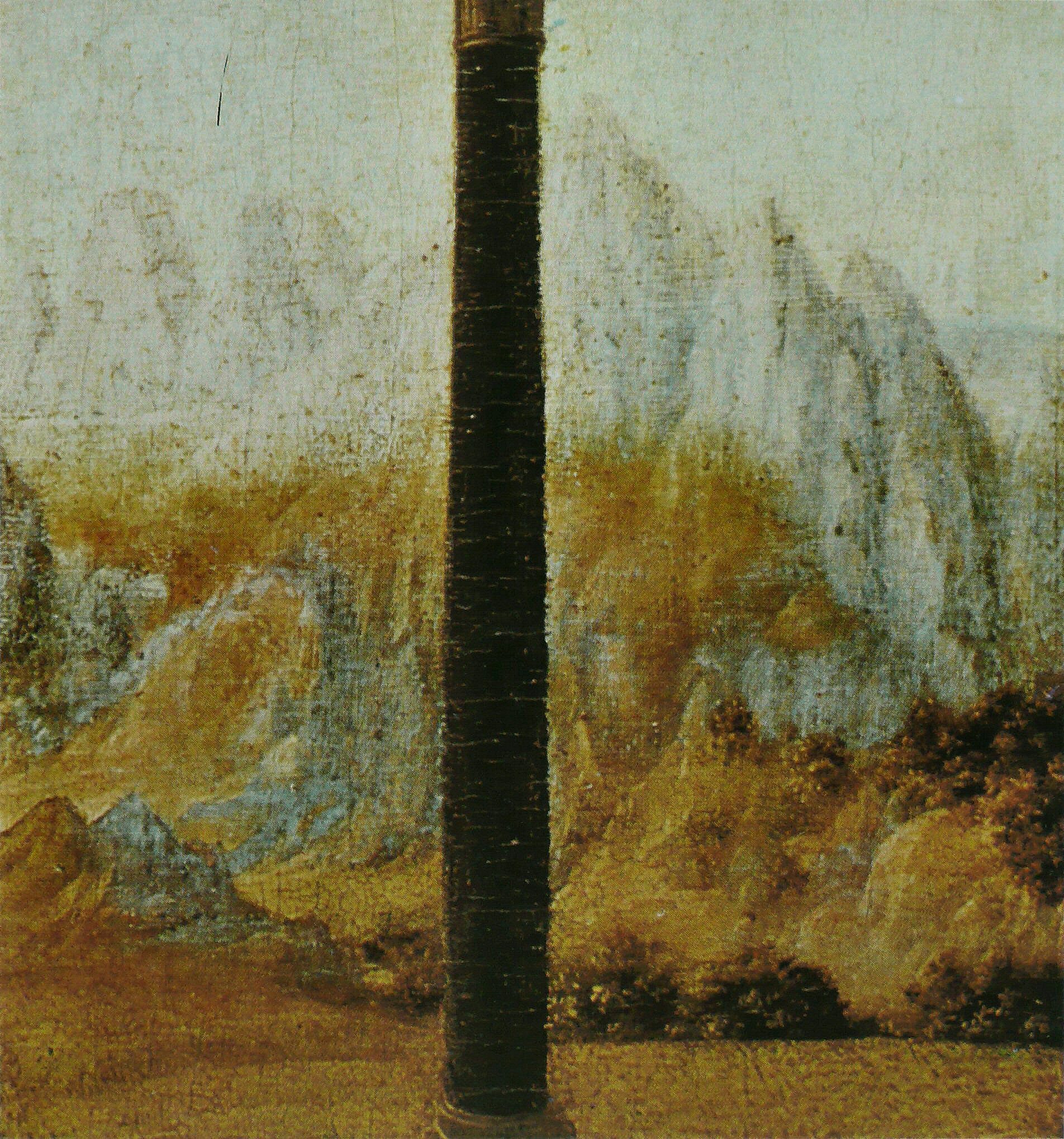
Detalhe da paisagem

A paisagem, muito para além das janelas, é articulada em vários planos e mostra um vale e uma série de montanhas que se esfumam na neblina sob uma luz muito clara.

## Estilo
A obra com algumas características já anunciadas em A Virgem de Granada, marca uma evolução na arte do jovem Leonardo, com referências mais precisas e diretas à arte flamenga (a iluminação complexa da sala, a presença do parapeito, a natureza-morta do jarro de flores). Os protagonistas emergem da penumbra atingidos por uma luz frontal que enfatiza a monumentalidade e sem o defeito da rigidez: a este respeito, observe-se como a mão de Maria ampara suavemente o corpo frágil do filho.
Algumas derivações evidentes de Verrocchio confirmam a pertença da obra à fase juvenil do pintor: o sistema compositivo, a delicadeza quase transparente dos encarnados, os gestos sóbrios mas realistas entre mãe e filho, bem como a base sobre a qual está o vaso, decorado com pergaminhos reminiscentes da ara em  Anunciação. O rosto de Maria assemelha-se muito ao da Anunciação que está nos Uffizi. Outros elementos contêm por sua vez, a marca do artista maduro: a paisagem rochosa, o pano amarelo enrolada como num vórtice, o penteado refinado da Virgem que foi reutilizado no  Leda e o Cisne.